# Принія сіроголова
Принія сіроголова (Prinia cinereocapilla) — вид горобцеподібних птахів родини тамікових (Cisticolidae). Мешкає в Гімалаях.

## Опис
Довжина птаха становить 11 см, вага 6–8,5 г. Верхня частина тіла руда, горло білувате, нижня частина тіла охриста, тім'я сизувато-сіре, над очима рудувато-охристі "брови".

## Поширення і екологія
Сіроголові принії мешкають в північній Індії, в штатах Уттар-Прадеш, Західний Бенгал, Ассам, Уттаракханд, Хар'яна і Пенджаб, в Непалі, переважно в межах Національного парку Чітван, Національного парку Парса і Національного парку Бардія, а також в Бутані. Вони живуть на високогірних пасовищах, порослих чагарником, і у відкритих лісах. Віддають перевагу заростям Themeda.

## Збереження
МСОП вважає цей вид вразливим. За оцінками дослідників, популяція сіроголових приній нараховує 6000-15000 птахів. Їм загрожує знищення природного середовища.